# TEX86
TEX86 és un paleotermòmetre basat en la composicíó dels lípids de la membrana dels Crenarchaeota del plàncton marí.
El 2004 es va descobrir que el nombre d'anells de ciclopentà en els lípids de la membrana de Crenarchaeota canvia de forma linear amb la temperatura per tal de regular la fluïdesa de la membrana. Aquest lípids existeixen des del Cretaci i la seva composició sedimentària es pot usar per reconstruir la temperatura mitjana experimentada pel plàncton i així de la columna d'aigua en temps passats.
Amb aquest mètode el 2004 es va provar que la temperatura de la superfície marina en l'actual oceà Àrtic, (80° N) que actualment està cobert pel gel, era tan alta com 15 °C al final del Cretaci.